# Anelosimus baeza
Anelosimus baeza es una especie de araña de telaraña del género Anelosimus, de la familia Theridiidae, orden Araneae. Fue descrita por Agnarsson en 2006.
Se distribuye por América: desde México hasta Brasil. Fue publicada en A revision of the New World eximius lineage of Anelosimus (Araneae, Theridiidae) and a phylogenetic analysis using worldwide exemplars. Zoological Journal of the Linnean Society 146(4): 453-, 593.